# Kerivoula whiteheadi
Kerivoula whiteheadi é uma espécie de morcego da família Vespertilionidae. Pode ser encontrada no Malásia, Filipinas e Tailândia.